# Terminal Spirit Disease
Terminal Spirit Disease è il terzo studio album della melodic death metal band svedese At the Gates. Originariamente pubblicato nel 1994, fu ristampato nel 2003 con 3 tracce bonus.

## Tracce
1. The Swarm – 3:28
2. Terminal Spirit Disease – 3:38
3. And the World Returned – 3:06
4. Forever Blind – 3:58
5. The Fevered Circle – 4:11
6. The Beautiful Wound – 3:52
7. All Life Ends (Live) – 5:16
8. The Burning Darkness (Live) – 2:15
9. Kingdom Gone (Live) – 5:02
10. Windows
11. The Red In The Sky Is Ours/The Season to Come
12. The Burning Darkness

Le ultime tre sono le tracce bonus della riedizione del 2003

## Formazione
- Tomas Lindberg – voce
- Anders Björler – chitarra
- Martin Larsson – chitarra
- Jonas Björler – basso
- Adrian Erlandsson – batteria

### Ospiti
- Peter Andersson - violoncello
- Ylva Wahlstedt - violino